# Night Visions (album)
Night Visions è l'album di debutto del gruppo musicale statunitense Imagine Dragons pubblicato 4 settembre 2012 dalla Interscope Records.
Premiato come miglior album rock ai Billboard Music Awards 2014, il disco ha consacrato gli Imagine Dragons a gruppo di successo internazionale, anche grazie alle enormi vendite del singolo apripista Radioactive, certificato disco di diamante dalla RIAA.

## Descrizione
Nonostante l'album sia stato registrato nel 2012, contiene anche alcuni brani già realizzati dal gruppo dal 2010 in poi e pubblicati nei suoi precedenti EP, con l'aggiunta della produzione esecutiva del produttore hip hop britannico Alex da Kid (che ha inoltre prodotto cinque brani) e della coproduzione di Brandon Darner, del gruppo statunitense indie rock The Envy Corps, in due tracce. A parte tre brani prodotti esclusivamente da Alex da Kid, l'intero album è stato prodotto dagli Imagine Dragons.
Nelle tracce bonus delle diverse edizioni speciali sono presenti alcuni dei brani dai primi EP del gruppo, registrati quando ancora erano presenti gli ex componenti del gruppo Andrew e Brittany Tolman, e alcuni brani registrati successivamente alla loro uscita sono stati comunque composti con loro.

## Tracce
Testi e musiche degli Imagine Dragons, eccetto dove indicato.
1. Radioactive – 3:06 (Imagine Dragons, Alex da Kid, Josh Mosser)
2. Tiptoe – 3:14 (Dan Reynolds, Wayne Sermon, Ben McKee, Brittany Tolman, Andrew Tolman)
3. It's Time – 4:00
4. Demons – 2:57 (Imagine Dragons, Alex da Kid, Mosser)
5. On Top of the World – 3:12 (Imagine Dragons, Alex da Kid)
6. Amsterdam – 4:01 (Reynolds, Sermon, McKee, B. Tolman, A. Tolman)
7. Hear Me – 3:55
8. Every Night – 3:37
9. Bleeding Out – 3:43 (Imagine Dragons, Alex da Kid, Devon Roars, Jack Reid, Jay Pow)
10. Underdog – 3:29
11. Nothing Left to Say / Rocks - Medley – 8:56

Tracce bonus della versione iTunes
1. Working Man – 3:55 (Reynolds, Sermon, McKee)
2. Fallen – 2:59

Tracce bonus della versione Spotify
1. Cha-Ching (Till We Grow Older) – 4:09 (Reynolds, Sermon, McKee, Clint Holgate)
2. Working Man – 3:53 (Reynolds, Sermon, McKee)
3. Tokyo – 3:16 (Reynolds, Sermon, McKee)

Tracce bonus della versione BestBuy
1. Selene – 4:01
2. The River – 3:25

Tracce bonus della versione Target
1. My Fault – 2:57 (Imagine Dragons, Alex da Kid)
2. Round and Round – 3:17 (Imagine Dragons, Alex da Kid)
3. The River – 3:25
4. America – 4:33
5. Selene – 4:02
6. Cover Up – 4:20
7. I Don't Mind – 3:18

Tracce bonus dell'edizione deluxe statunitense
1. My Fault – 2:57 (Imagine Dragons, Alex da Kid)
2. Round and Round – 3:17 (Imagine Dragons, Alex da Kid)
3. The River – 3:25
4. America – 4:33
5. Selene – 4:02

Tracce bonus dell'edizione deluxe britannica
1. Cha-Ching (Till We Grow Older) – 4:09 (Reynolds, Sermon, McKee, Clint Holgate)
2. Working Man – 3:55 (Reynolds, Sermon, McKee)
3. My Fault – 2:57 (Imagine Dragons, Alex da Kid)
4. Round and Round – 3:17 (Imagine Dragons, Alex da Kid)
5. The River – 3:25
6. America – 4:33
7. Selene – 4:02
8. Cover Up – 4:20
9. I Don't Mind – 3:18

Tracce bonus della riedizione del 2013
1. Cha-Ching (Till We Grow Older) – 4:09 (Reynolds, Sermon, McKee, Clint Holgate)
2. Working Man – 3:55 (Reynolds, Sermon, McKee, Clint Holgate)
3. Fallen – 2:59 – solo versione digitale

Tracce bonus della riedizione del 10º anniversario dell'album di debutto
1. Cha-Ching (Till We Grow Older) – 4:09 (Reynolds, Sermon, McKee, Clint Holgate)
2. Working Man – 3:55 (Reynolds, Sermon, McKee)
3. My Fault – 2:57 (Imagine Dragons, Alex da Kid)
4. Round and Round – 3:17 (Imagine Dragons, Alex da Kid)
5. The River – 3:25
6. America – 4:33
7. Selene – 4:02
8. Fallen – 3:00
9. Cover up – 4:20
10. Love Of Mine (Night Visions Demo) – 4:10
11. Bubble (Night Visions Demo) – 3:23

## Formazione
Imagine Dragons
- Dan Reynolds – voce
- Wayne Sermon – chitarra elettrica e acustica, mandolino, cori
- Ben McKee – basso, chitarra elettrica, tastiera, cori
- Daniel Platzman – batteria, viola, cori (eccetto tracce 3, 6 e 7)

Altri musicisti
- Johnny Browz – basso addizionale (traccia 4), chitarra addizionale (tracce 1 e 4)
- Jonathan Vears – chitarra addizionale (traccia 9)
- Andrew Tolman – batteria, percussioni e cori in It's Time, Hear Me, Amsterdam, The River, America, Selene, Cover Up, I Don't Mind
- Brittany Tolman – tastiera e cori in It's Time, Hear Me, Amsterdam, The River, America, Selene, Cover Up, I Don't Mind

## Successo commerciale
Night Visions ha debuttato alla seconda posizione della Billboard 200 con 83 000 copie vendute nella sola prima settimana di uscita, continuando a ottenere eccellenti vendite sia nel 2013 che nel 2014. Ad oggi l'album ha venduto 2,5 milioni di copie negli Stati Uniti e quasi 400 000 copie nel Regno Unito.

## Classifiche

### Classifiche settimanali
| Classifica (2012-25)      | Posizione massima |
| ------------------------- | ----------------- |
| Australia                 | 4                 |
| Austria                   | 8                 |
| Belgio (Fiandre)          | 31                |
| Belgio (Vallonia)         | 28                |
| Canada                    | 10                |
| Danimarca                 | 22                |
| Finlandia                 | 24                |
| Francia                   | 15                |
| Germania                  | 6                 |
| Irlanda                   | 3                 |
| Italia                    | 18                |
| Lituania                  | 16                |
| Norvegia                  | 3                 |
| Nuova Zelanda             | 5                 |
| Paesi Bassi               | 3                 |
| Polonia                   | 44                |
| Portogallo                | 5                 |
| Regno Unito               | 2                 |
| Spagna                    | 19                |
| Stati Uniti               | 2                 |
| Stati Uniti (alternative) | 1                 |
| Stati Uniti (rock)        | 1                 |
| Svezia                    | 7                 |
| Svizzera                  | 9                 |
| Ungheria                  | 14                |

### Classifiche di fine anno
| Classifica (2012)         | Posizione |
| ------------------------- | --------- |
| Stati Uniti               | 133       |
| Stati Uniti (alternative) | 21        |
| Stati Uniti (rock)        | 36        |
| Classifica (2013)         | Posizione |
| Australia                 | 21        |
| Stati Uniti               | 6         |
| Stati Uniti (alternative) | 2         |
| Stati Uniti (rock)        | 2         |
| Classifica (2014)         | Posizione |
| Australia                 | 32        |
| Italia                    | 57        |
| Stati Uniti               | 12        |
| Stati Uniti (rock)        | 2         |
| Classifica (2015)         | Posizione |
| Stati Uniti               | 47        |
| Classifica (2016)         | Posizione |
| Stati Uniti               | 109       |
| Classifica (2017)         | Posizione |
| Stati Uniti               | 113       |
| Stati Uniti (rock)        | 13        |
| Classifica (2018)         | Posizione |
| Stati Uniti               | 71        |
| Stati Uniti (rock)        | 4         |
| Classifica (2020)         | Posizione |
| Belgio (Fiandre)          | 144       |
| Classifica (2021)         | Posizione |
| Belgio (Fiandre)          | 85        |
| Belgio (Vallonia)         | 183       |
| Classifica (2022)         | Posizione |
| Belgio (Fiandre)          | 88        |
| Belgio (Vallonia)         | 139       |
| Paesi Bassi               | 71        |
| Classifica (2023)         | Posizione |
| Ungheria                  | 90        |
| Classifica (2024)         | Posizione |
| Portogallo                | 105       |
| Ungheria                  | 80        |

### Classifiche di fine secolo
| Classifica (2000-2024) | Posizione |
| ---------------------- | --------- |
| Stati Uniti            | 27        |